# Anita Delgado

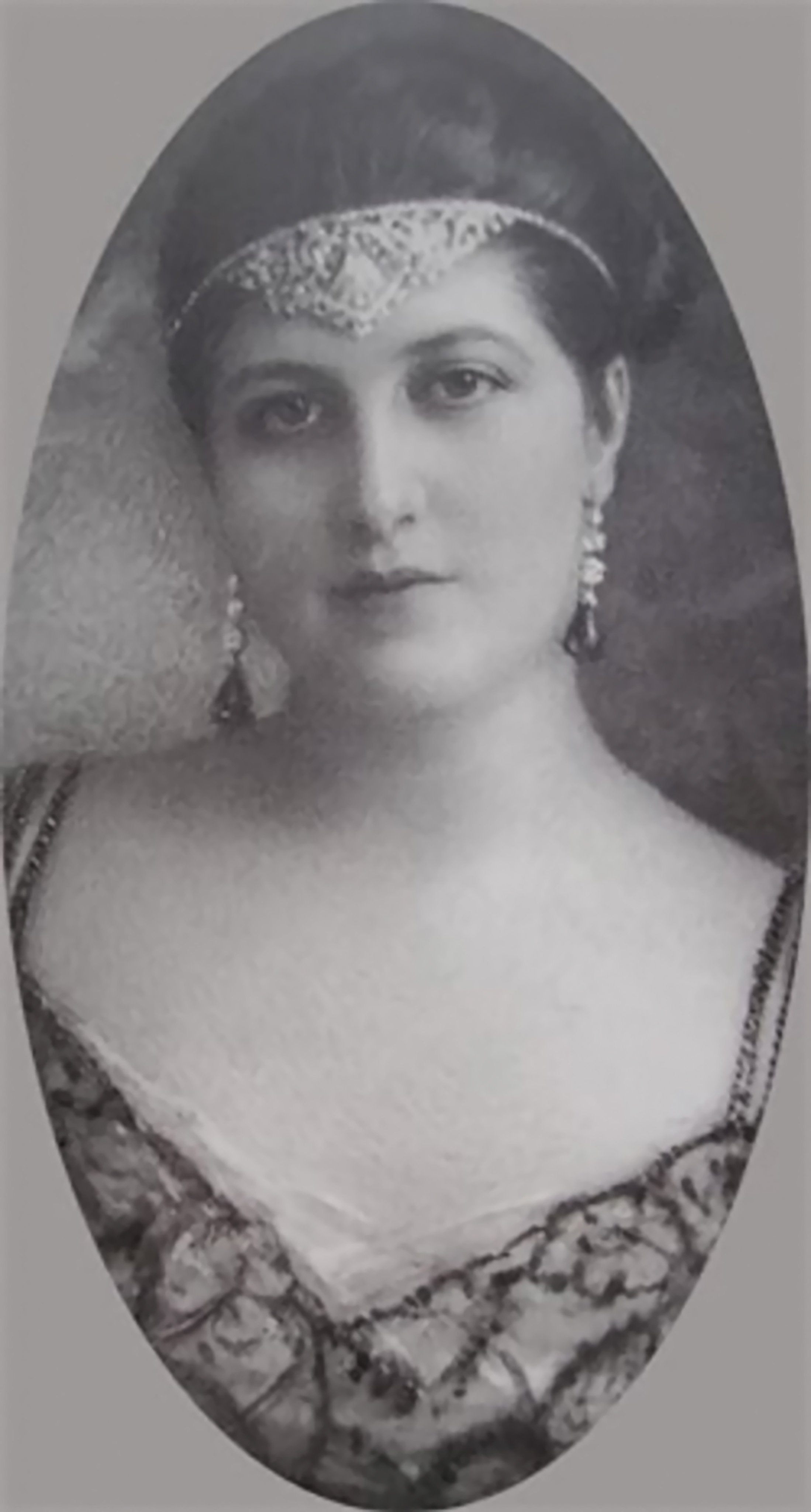
Anita Delgado, Rani Prem Kaur Sahiba (vor 1925)

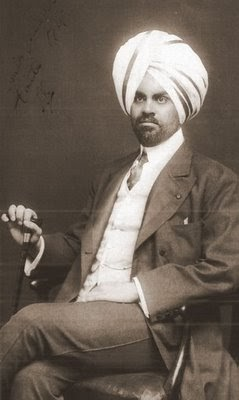
Jagatjit Singh

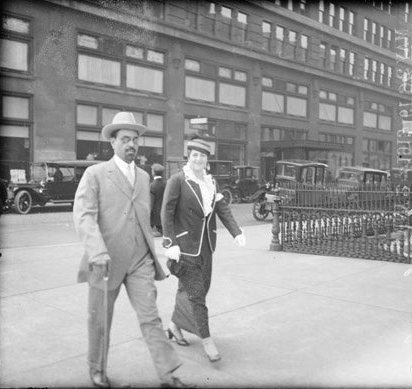
Die Rani und ihr Ehemann bei einem Besuch in den USA

Ana Maria „Anita“ Delgado Briones, auch Rani Prem Kaur Sahiba, (* 8. Februar 1890 in Málaga; † 7. Juli 1962 in Madrid) war die spanische Ehefrau von Jagatjit Singh, Maharadscha von Kapurthala.

## Biographie

### Kindheit und Jugend
1906 traten die 16-jährige Anita Delgado und ihre zwei Jahre ältere Schwester Valeria als Las Camelias im exklusiven Nachtclub Kursaal Central in Madrid als Tänzerinnen und sogenannte Teloneras (Vorhangmädchen) auf. Die Familie Delgado, die verarmtem Adel entstammte, hatte zuvor in Málaga das Café La Castaña geführt, das auch als Spielsalon diente. Nachdem die Region hintereinander von Umweltplagen sowie einer Epidemie heimgesucht worden war und die spanische Regierung 1901 zudem das Glücksspiel verboten hatte, verließ die Familie Málaga und ging in die Hauptstadt. Die Mädchen trugen mit ihren Auftritten zum Familieneinkommen bei, da der Vater keine Arbeit fand. Die Familie verkehrte in Künstler- und Intellektuellenkreisen, unter ihnen etwa der Dramatiker Ramón María del Valle-Inclán und der Maler Julio Romero de Torres.
Der 34-jährige Jagatjit Singh, Maharadscha von Kapurthala, der anlässlich der Heirat von König Alfons XIII. mit Victoria Eugénie von Battenberg zu Besuch in Spanien war, sah Anita Delgado im Kursaal und verliebte sich in sie. Seine Werbeversuche mit Geschenken und Blumen wurden zunächst von der Familie Delgado zurückgewiesen, da sie davon ausging, dass der Maharadscha lediglich an einer kurzen Affäre interessiert sei. Am Hochzeitstag des Königs verübte ein katalanischer Anarchist ein Attentat auf das Brautpaar, bei dem 23 Menschen ums Leben kamen. Daraufhin verließen die meisten Hochzeitsgäste die Stadt, so auch Jagatjit Singh, der seine Werbung um Anita Delgado jedoch von Paris aus fortsetzte. Sie antwortete ihm mit Briefen, die der Schriftsteller Valle-Inclán in ihrem Namen verfasste. Schließlich bot der Maharadscha Delgado die Ehe an sowie eine große Summe Geld, die ihre in ärmlichen Verhältnissen lebende Familie für Jahre versorgen würde. Anita Delgado willigte – nach ausgiebigen Konsultationen mit Familie und Freunden, die sie ermunterten – in diese Eheschließung ein. Anita Delgado zog nach Brüssel und später nach Paris, wo sie dort unter anderem in Etikette, Tennis, Reiten, Klavier spielen, Tanzen, Französisch und Englisch unterrichtet wurde.

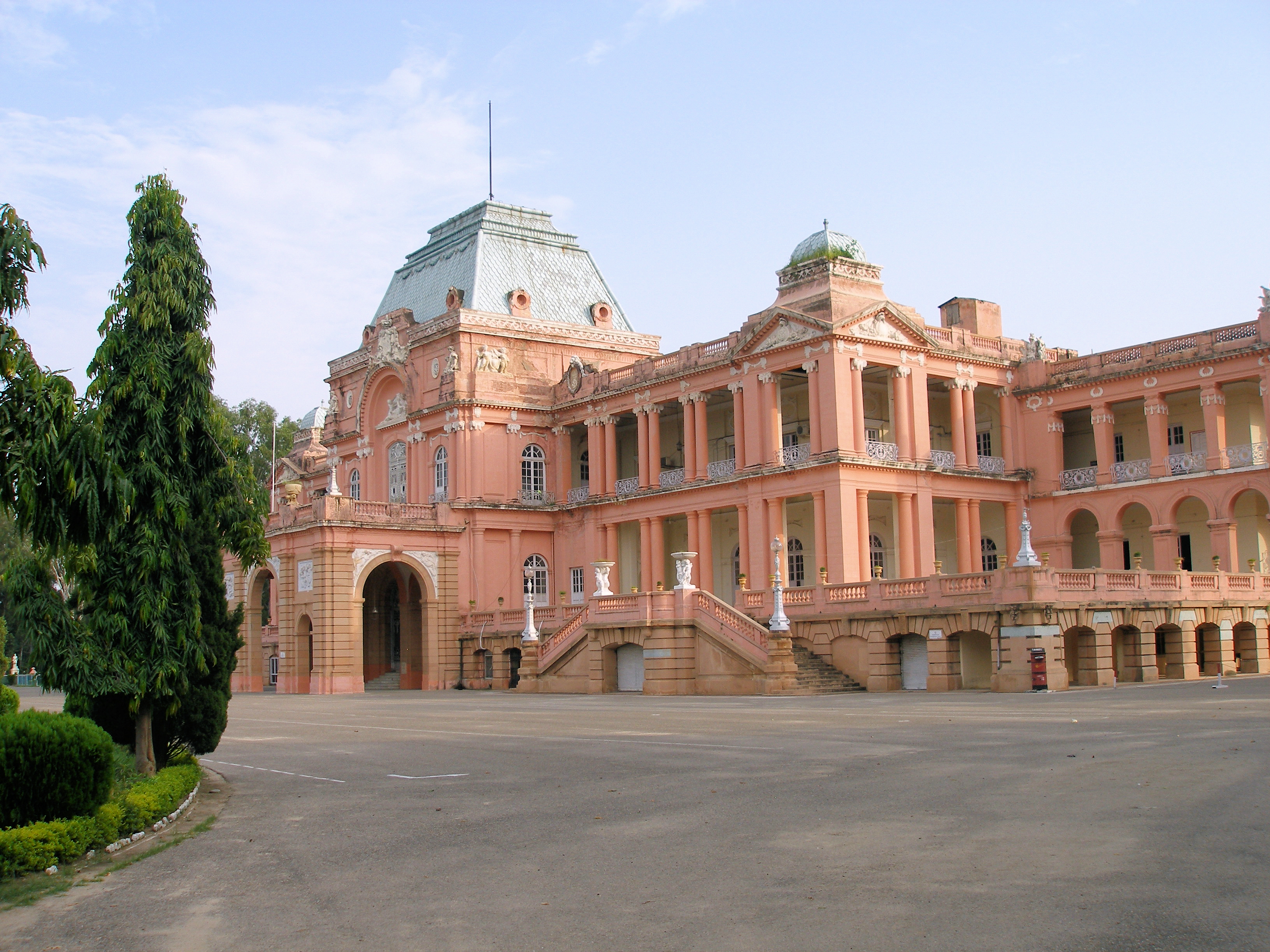
Der Jagatjit Palace in Kapurthala, seit 1961 Sitz einer Schule

### Ehe in Indien
Im Januar 1908 folgte eine prächtige Hochzeit nach Sikhritus in Indien, und Anita Delgado nahm den Namen Prem Kaur an. Der weltoffene, frankophone Maharadscha gewährte ihr eine ungewöhnliche Bewegungsfreiheit und erlaubte ihr, in einem eigenen Haus Buona Vista außerhalb des Harems zu leben. Zudem ließ er für seine Frau einen rosafarbenen Palast im Stil von Versailles mit 50 Zimmern erbauen. Die britischen Behörden erkannten Anita Delgado indes nie als Rani an, da sie europäischer Herkunft war.
Zum Zeitpunkt der Eheschließung war Jagatjit Singh 36 Jahre alt, Anita Delgado 18. Singh hatte schon vier Söhne und eine Tochter aus vorherigen Ehen. Er soll zahlreiche weitere Nachkommen gehabt haben, aber „nicht mehr als zweihundert“. In seiner Jugend war er fettleibig: Im Alter von 17 Jahren wog er 157 Kilogramm, so dass man fürchtete, er würde seinen ehelichen Pflichten nicht nachkommen können. Damit das gelang, wurde ein spezielles Bett für ihn gebaut. Auf späteren Fotos ist erkennbar, dass er mit den Jahren an Gewicht verlor.
Singh und Prem Kaur bekamen einen Sohn, Ajit Singh (1908–1982). Der Maharadscha ließ seiner Frau ein auf Französisch verfasstes Buch mit Geboten für die Erziehung des Sohnes als Sikh anfertigen. Anlässlich der Geburt von Ajit gab die Rani einen kostbaren Umhang für eine Figur der Jungfrau Maria in der Kathedrale von Malaga in Auftrag. 15 Jahre lang wurde der Mantel in der Kathedrale lediglich aufbewahrt, weil man glaubte, das Geschenk komme von einem „ungläubigen“ König. Erst nach einem Besuch von Anita Delgado fand der Mantel Verwendung; heute befindet er sich im Museum von Málaga, ebenso ein Gemälde, das sie zeigt.
Zeit ihres Lebens führte Anita Delgado regelmäßig Tagebuch, in dem sie minutiös ihr Leben in Indien schilderte, und sie verfasste ein Buch mit Reiseberichten, Impresiones de mis viajes por las Indias, das auf Spanisch und Französisch erschien. Sie korrespondierte regelmäßig und intensiv mit Familie und Freunden. Von einem früheren Lehrer ließ sie sich spanische Bücher schicken, weil sie befürchtete, ihre Muttersprache zu verlernen, da es in Indien niemanden gebe, mit dem sie sich auf Spanisch unterhalten könne.
Jahrelang reisten die Eheleute gemeinsam durch Indien und Europa. Mit Ausbruch des Ersten Weltkriegs beschloss Jagatjit Singh, die Truppen Frankreichs mit seinem kaiserlichen Regiment zu unterstützen. Die Rani richtete Werkstätten ein, in denen wärmende Kleidung für die Soldaten angefertigt wurde, zudem organisierte sie Wohltätigkeitsveranstaltungen. Während des Kriegs besuchten die Eheleute die indischen Soldaten in Marseille. Bei Kriegsende wurde Prem Kaur dafür von der französischen Regierung ausgezeichnet.
1925 wurde die Ehe zwischen Prem Kaur und Jagatjit Singh geschieden. Zuvor war es zu zahlreichen Streitereien zwischen den Eheleuten gekommen, auch wegen der fortgesetzten Untreue des Maharadschas. Zudem erkrankte die Rani nach einer Fehlgeburt an einer tiefen Depression, weshalb sie sich zur Genesung fast ein Jahr lang im Hochland von Kaschmir aufhielt. In dieser Zeit verlor Prem Kaur ihren Status als „Lieblingsfrau“, und die Rani beschloss, sich scheiden zu lassen; allerdings wartete sie, bis ihr Sohn volljährig war, damit sein Erbrecht erhalten blieb. Sie zog in dieser Zeit in die Villa Buona Vista.  Nach der Scheidung behielt Delgado ihre indisch-punjabische Staatsangehörigkeit, ihren Titel als Rani und alle Geschenke, darunter zahlreiche kostbare Juwelen, die sie während ihrer 18-jährigen Ehe erhalten hatte, und sie bezog eine lebenslange Rente. Im Gegenzug verpflichtete sie sich, Indien zu verlassen und nicht erneut zu heiraten. Der Maharadscha besuchte seine von ihm geschiedene Frau wiederholte Male in Europa. Er starb 1949.
Ein Teil der Besitztümer der Rani, darunter auch Juwelen, ging während des Ersten Weltkriegs verloren, als das Schiff, auf dem sie transportiert wurden, im Mittelmeer versank, nachdem es auf eine deutsche Mine gelaufen war. 2007 kündigte das Londoner Auktionshaus Christie’s die Versteigerung von acht Schmuckstücken der Rani an, die ihr Sohn Ajit nach ihrem Tod zunächst an einen weiteren Besitzer verkauft hatte. Wertvollstes Stück unter den acht Schmuckstücken war ein Art-déco-Halsband aus Smaragden, Diamanten und Bergkristallen mit einem geschätzten Wert von £ 70.000.

### Wieder in Europa
Anita Delgado kehrte nach Europa zurück und lebte unter anderem in Málaga, Biarritz, Deauville und Paris. Die Zeit im Zweiten Weltkrieg verbrachte sie mit ihrer Nichte, einer Tochter ihrer Schwester Victoria, in Portugal, um sich anschließend endgültig in Madrid niederzulassen.
Nach dem Tod ihres Mannes im Jahre 1949 beschloss Anita Delgado, ihre Memoiren auf der Basis ihrer Tagebücher zu schreiben. Sie erschienen 1962 in Fortsetzungen in der spanischen Zeitung Madrid. Zu ihrem Ärger wurden die Texte von der Redaktion so zu ihrem Missfallen umgeschrieben, dass sie drohte, den Vertrag zu kündigen. Im selben Jahr erkrankte sie schwer, und sie starb im Alter von 72 Jahren.
Anita Delgado liegt auf dem Cementerio de San Justo in Madrid begraben.

## Rezeption
1998 veröffentlichte die spanische Philologin Elisa Vázquez de Gey eine Biographie von Anita Delgado, die auf deren ausführlichen Tagebüchern, Memoiren, Briefen und Fotos aus dem Besitz der spanischen Familie basierte und von dieser autorisiert war. In der Folge publizierte sie zwei weitere Bücher zum Thema.
2005 erschien der Roman Pasion India des spanischen Schriftstellers Javier Moro über das Leben von Anita Delgado, der in mehrere Sprachen übersetzt wurde. In dem Roman sind Realität und Fiktion vermischt, Namen von Personen und Örtlichkeiten wurden von Moro jedoch nicht verändert. Die Schauspielerin Penélope Cruz kaufte von Moro die Filmrechte an der Geschichte. 2006 kündigte sie an, diesen Film zu produzieren, die Regie zu führen und die Hauptrolle zu spielen; der Bollywood-Star Shah Rukh Khan wurde für die Rolle des Maharadschas ins Gespräch gebracht.
Gegen die Pläne von Cruz kündigte die Familie des Maharadschas rechtliche Schritte an. Der Urenkel Tika Shatrujit Singh begründete die Ablehnung des Filmprojekts von Cruz damit, dass es sich bei dem Buch von Moro nicht um einen historischen Bericht handele, sondern um die „Phantasie eines geisteskranken Autors, der die Erinnerung an meinen Urgroßvater beleidige“. So soll laut Moro eine Affäre der Rani mit ihrem Stiefsohn Grund für die Scheidung gewesen sei; sie sei schwanger geworden, und ihr Mann habe sie zu einer Abtreibung gezwungen. Darüber soll es 1924 im Londoner Savoy Hotel zu einer lautstarken Auseinandersetzung zwischen den Eheleuten gekommen sein. Diese Darstellungen werden von der Familie bestritten.
Auch ein Großneffe aus Delgados spanischer Familie sprach sich gegen eine Verfilmung auf der Basis von Moros Buch aus, da es nichts mit der Realität zu tun habe. Er riet Cruz, mit Vázquez de Gey zusammenzuarbeiten. Bis einschließlich 2019 kam das Filmprojekt nicht zustande.

## Werke
- Impressions de mes Voyages aux Indes. Sturgis & Walton, New York 1915 (französisch, hathitrust.org).